# Siuslaw
Siuslaw is een uitgestorven indiaanse taal die gesproken werd in Zuid-Oregon langs de benedenlopen van de rivieren Siuslaw en Umpqua en langs de kust in de buurt van de mondingen van deze rivieren.
De taal bestond uit twee nauw verwante dialecten:
- Siuslaw (van šááyušła, de naam waarmee de Siuslaw zichzelf aanduidden)[1] werd gesproken langs de Siuslaw en rond Siltcoos Lake
- Lower Umpqua, ook Kuitsh (lett. zuiderling) of Kalawatset genoemd,[2] werd gesproken rond Winchester Bay en langs de benedenlopen van de Umpqua en de Smith.

## Beschikbare bronnen
Bijna alle informatie over Siuslaw komt uit de volgende bronnen:
- 1884: De taalkundige James Owen Dorsey stelt een 12 pagina's tellend woordenboek op met materiaal van beide dialecten.
- 1911: De antropoloog Leo Frachtenberg brengt drie maanden door met veldonderzoek in het Siletz reservaat in Oregon. Zijn informanten waren voornamelijk Louisa Smith, een vrouw die slechts Lower Umpqua sprak, en haar man William Smith, een Alsea die Lower Umpqua als tweede taal sprak.
- 1953: De taalkundige Morris Swadesh neemt geluidsfragmenten op van beide dialecten.
- 1954: De taalkundige en antropoloog Dell Hymes verzamelt informatie tijdens enkele uren veldwerk met sprekers van het Siuslawdialect.

De laatste sprekers zijn waarschijnlijk in de jaren 70 overleden.

## Verwantschap met andere talen
Siuslaw is aan geen enkele andere taal nauw verwant. Wel is de taal onderdeel de hypothetische superfamilie van de Penutitalen. Dorsey zag in 1884 een verwantschap met Alsea. Frachtenberg opperde in 1918 dat Siuslaw, Alsea en de Coosaanse talen aan elkaar verwant waren, en Edward Sapir beschouwde deze talen in 1916 onder de naam Oregon Coast Penutian als een tak van de door hem voorgestelde Penutitalen. Veel overeenkomsten tussen deze talen worden tegenwoordig toegeschreven aan onderling contact. De hypothese van een verwantschap wordt door diverse taalkundigen echter nog als een veelbelovende theorie beschouwd, hoewel het feit dat de betrokken talen zijn uitgestorven onderzoek moeilijk maakt.